# Ramón Arcusa
Ramón Arcusa Alcón (Barcelona; 10 de diciembre de 1936) es un cantante y compositor español, conocido por ser integrante del famoso Dúo Dinámico. Es además autor, compositor y arreglista de varias canciones destacándose como productor discográfico de varios artistas. Fue también actor en varias películas.

## Biografía
Es conocido por ser, en primer lugar, uno de los integrantes de una de las bandas más famosas de la historia de la música en España, el Dúo Dinámico, junto a Manuel de la Calva, pioneros del pop-rock y del fenómeno fan en España. Y en segundo lugar por haber contribuido a la carrera de Julio Iglesias, como productor discográfico, autor de muchas de sus canciones de éxito, y arreglista de la mayor parte de sus canciones desde 1977 hasta 1995. Productor de otros muchos artistas, y director musical de la obra teatral Quisiera ser. 
Siendo niño, estudió música en el Conservatorio Municipal de Música de Barcelona, y siguiendo la tradición paterna, aprendió a cantar jotas y ganó varios concursos de esa canción autóctona. Con tan sólo dieciséis años se incorpora al departamento de delineación de la fábrica barcelonesa Elizalde S.A. dedicada a la fabricación de motores de aviación, estudiando al mismo tiempo Peritaje Industrial.

### Con el Dúo Dinámico
Allí conoce a su futura pareja artística, Manuel de la Calva. Más adelante, y sabiendo de las inquietudes musicales de Manuel, Ramón le propone formar un dúo musical. Tras interpretar juntos unas canciones en la fiesta de Navidad de su empresa del año 1958, inician un recorrido artístico que se prolongaría durante más de sesenta años.
Antes de hacerlo con Manolo, Ramón había formado un trío con su hermano mayor y otro amigo, Emilio Tito. La muerte inesperada de su hermano rompe esa unión musical. Manolo, a su vez, formaba parte de un club de jazz en Barcelona, el Club Hondo, interesado por la música más moderna del momento. Unidos por la misma inquietud, se ponen a trabajar. En 1959 graba con el Dúo su primer disco EP para la Compañía del Gramófono Odeón. Hasta 1967 grabarían 36 discos EP, 144 canciones en total. Ese año, cambian de compañía y grabarían con Vergara un LP, y más tarde, en 1970 y en Londres otro álbum de la mano del arreglista Kenny Clayton. Conseguirían 17 números uno en las listas españolas, en Discomanía, Los 40 principales, reflejadas asimismo en Billboard, la revista norteamericana de música por excelencia.
En ese tiempo, entre 1960 y 1964 tuvieron la oportunidad de filmar cuatro películas como protagonistas: Botón de ancla, Búsqueme a esa chica junto a Marisol, Escala en Tenerife y Una chica para dos, alternándolas con exitosas giras con el Dúo por toda España. En muchas de ellas contratan para actuar con ellos a famosos como Los Platters, Los Cinco Latinos, Lucho Gatica o Luis Mariano. Todo eso, en una vorágine sin fin, alternando su actividad con giras por Argentina, Chile, Perú, Venezuela y México.

### La etapa del Dúo se cierra (de momento)
Con el auge de la canción protesta que definía la pre-democracia musical en España, y creyendo que habían cubierto una etapa de su vida, deciden, en 1972, de acuerdo con Manolo, retirarse de los escenarios, y lo hacen en el programa de José Mª Íñigo Estudio Abierto. Los dos toman caminos separados, aunque seguirán compartiendo su música, esta vez tras las bambalinas. Ramón será contratado por su antigua discográfica, EMI para ser director artístico de la compañía en Madrid, y Manolo hará lo mismo, en la ‘Fábrica de Discos Columbia’, también en Madrid. Ahora podrán ofrecer su experiencia a nuevos artistas.
Ramón, al frente del A&R de EMI, empieza a buscar talentos, y produce a artistas locales: Víctor y Diego, Paco Revuelta, Los Chunguitos, Rosa León, Vino Tinto, y Manolo Otero entre otros, consiguiendo éxitos significativos. En 1974 decide dejar EMI y empieza a trabajar como freelance. Las compañías empiezan a reclamar sus servicios, y entonces produce a Luis Fierro, Ángela Carrasco, Phil Trim, Pepe Domingo Castaño, Braulio, Acuario y Sirarcusa, entre otros, y colabora como arreglador para otras producciones de su amigo Manolo de la Calva.

### Ganar el Festival de Eurovisión en 1968
En 1968 presentan una canción a TVE para la preselección de la canción que debería representar a España en ese evento. Manolo y Ramón habían hecho una melodía, y José María Lasso de la Vega, a la sazón mánager del dúo y también de Joan Manuel Serrat, tiene la idea de que Serrat ponga la letra a esa música y que la cante para Eurovisión. Serrat la escucha, le gusta, y promete hacerla, pero no llega a tiempo para el límite de presentación establecido por TVE. Manolo hace esa noche anterior una letra, confiando en poder cambiarla luego si Serrat trae la suya. La canción se llamará La, la, la, y se dejará todo el estribillo así, sin letra específica, para que sea ‘universal’ y todos la puedan cantar, no importa el idioma.
La canción sale elegida unánimemente y será Bert Kaempfert quien haga el arreglo. Joan Manuel no ha hecho la letra, pero eso sí, una versión en catalán. Se graban las dos versiones en Milán, y Serrat hace la promoción habitual por toda Europa con el tema. Un par de semanas antes, en un movimiento que parece político, anuncia que no irá a Eurovisión si no canta la canción en catalán. Él está en París, desde donde ha hecho el anuncio, y TVE y el régimen, no admiten la ‘insumisión’ que su propuesta significa.
Pocos saben que Juan José Rosón, director de TVE, llamó al Dúo Dinámico para que estuvieran preparados para ir a cantarla a Londres en lugar de Serrat. Pero la compañía de este se rebela, y logra imponer que vaya un artista de su casa. Piensan en Massiel, pero está actuando en México. Se acuerda así, y regresa apresuradamente a Madrid para grabar la canción y presentarse a tiempo en el Royal Albert Hall de Londres, donde se celebra el evento. La canción es favorita desde la promoción de Serrat y la consideran ya virtual ganadora. El día del festival, Massiel sale arrolladora, defiende la canción con valentía y gana el Festival, por delante del favorito británico e ídolo entonces Cliff Richard, que queda segundo con su canción Congratulations.
Curiosamente, el día de los ensayos se presentó a Manolo y Ramón en el hotel donde estaban un chico español que estaba estudiando en Londres, y vaticinó que ‘La, la, la’ sería la ganadora, y también que ese mismo año oirían hablar de él: era Julio Iglesias, y ese mismo año ganaría en el festival de Benidorm con su canción La vida sigue igual.
En otras colaboraciones del Festival de Eurovisión, Ramón hace la letra en 1972, de la música de Augusto Algueró Amanece, y en 1978 compone con Manolo la canción Bailemos un vals, que cantará José Vélez, y donde Ramón también dirigirá la orquesta del Festival, esta vez en el Palacio de Congresos de París.

### Julio Iglesias entra en su vida: de 1977 a 1995
En 1976, Ramón había sido invitado para ser jurado del Festival de Viña del Mar en Chile. Acompañaba también a su producido Manolo Otero, que actuaría allí. En esa gira, coincidieron con Julio Iglesias en varios países, y este envió a su mánager Alfredo Fraile, para intentar un acercamiento profesional a Ramón Arcusa, cosa que no fructificó: este quería seguir siendo ‘independiente’. Pero en 1977, Ramón compone la canción ‘Soy un truhan, soy un señor’, y piensa que el único que puede cantarla ‘como Dios manda’ es Julio Iglesias. Como era artista de Columbia, habla con su amigo Manolo y le propone una cita con Julio. Quedan para verse, le canta la canción, y le gusta tanto que decide grabarla inmediatamente. La estrena en TVE en la noche del 15 de junio de 1977 en una gala musical especial para amenizar durante el recuento de votos de las primeras elecciones democráticas después de Franco.
Julio Iglesias propone entonces a Ramón la producción de su próximo álbum, que incluirá 'Soy un truhan, soy un señor’, que será el álbum ‘33 años’, con todos los arreglos también del propio Ramón. Y la producción del siguiente, ‘Emociones’; y visto el éxito, sigue como su productor discográfico y arreglador indiscutible hasta 1995 en que deciden separarse artísticamente. Durante esos casi 18 años compone con Julio y con Manolo éxitos como ‘Quijote’ o ‘Pobre diablo’, canción que llega a ser número uno en Francia como ‘A vous les femmes’. Viaja y graba con Julio en muchos estudios del mundo: Madrid, Milán, Miami, Los Ángeles, Nueva York, Río de Janeiro, Londres, París… Tiene oportunidad de conocer a Diana Ross, Frank Sinatra, Stevie Wonder, Los Beach Boys... Se calcula que de su colaboración con Julio se habrían vendido más de 150 millones de álbumes en todo el mundo. Más adelante, producirá discográficamente a otros artistas entre los que destacan dos álbumes para Paloma San Basilio y el cantante sueco Christer Sjögren.

### Vuelta del Dúo a los escenarios
A finales de 1978, ya con España en la democracia, el público vuelve a reclamar al Dúo Dinámico para que se suba de nuevo a los escenarios, y así lo hacen con redoblado éxito con giras cada año hasta el día de hoy. Ramón compaginará su trabajo como artista y como productor de Julio Iglesias. En 1980, EMI publica un álbum recopilatorio de Dúo, 20 éxitos de Oro, que venderá más de un millón de copias. En 1986, Sony ofrece al Dúo, de la mano de su presidente y amigo, Manolo Díaz, la posibilidad de grabar de nuevo, 16 años después de su última grabación. La oferta sorprende a Manolo y a Ramón, pero aceptan el reto. Grabarán un total de ocho álbumes hasta 2001, con guateques de sus clásicos de los ’60, y canciones nuevas como ‘Tú vacilándome y yo esperándote’ o ‘Resistiré’, que es elegida por Pedro Almodóvar para su película ¡Átame!. En 2001 graban el álbum El penúltimo.

### El musical ‘Quisiera ser’
En septiembre de 2007 se estrenó en el Teatro Nuevo Apolo de Madrid el musical Quisiera ser, que se mantuvo una temporada en cartel. Libreto de Jorge Herrera y 24 canciones del Dúo Dinámico. Ramón Arcusa fue el director musical de la obra, y arreglista de muchos de los temas. El musical siguió en gira en 2009 por Pamplona, Palma de Mallorca, Valencia y Castellón.

### Celebrando los 50 años del Dúo Dinámico
En 2011, Sony ofrece al Dúo la posibilidad de grabar un disco para celebrar el 50 aniversario de su carrera. Ramón será el productor y arreglador principal de 'Somos jóvenes'. En él colaborarán, cantando con Manolo y Ramón, Miguel Ríos, Soledad Giménez, Alaska, Lolita, Andy & Lucas, Carlos Baute, Ana Torroja, Diana Navarro, Los Pecos, Leslie, de los Sírex y Santy, de Los Mustang, Julio Iglesias, y Joan Manuel Serrat, siendo en las Navidades de 2011 disco de platino con más de 50.000 copias vendidas.
Actualmente, Ramón Arcusa sigue dando conciertos con Manuel de la Calva -el Dúo Dinámico- por toda España, y colaborando esporádicamente con Julio Iglesias.

## Vida personal
Está casado con la británica Shura Hall desde 1971. Se conocieron durante el rodaje de Búsqueme a esa chica (1964), cuando el director pidió a algunas turistas inglesas que actuaran como extras. Shura, entonces una joven de 19 años, muy alta y extravertida, llamó su atención y la invitó a salir. Después de una relación de varios años, contrajeron matrimonio el 21 de febrero de 1971 en Londres, en una ceremonia civil íntima y luego en octubre en Palma de Mallorca, en una boda religiosa con numerosos invitados. No tuvieron hijos.